# 山口道元
山口 道元（やまぐち どうげん）は、日本の実業家。2009年2月より株式会社グライド・エンタープライズの代表取締役社長に就任。
元々は広告代理業やキャスティング事業なども手掛けていたグライド・エンタープライズにおいて、独占取り扱いコスメの販売事業に注力。オンラインショップだけで販売していたフェイスマスク「ルルルン」を全国のドラッグストアなどのリアル店舗でも販売するなど販路を広げている。
1977年生まれ千葉県出身。拓殖大学卒業。